# Mały Modelarz
«Mały Modelarz» («Ма́лы моде́ляж» — «Маленький моделист» или «Малый „Modelarz“») — польский ежемесячный журнал для любителей картонных масштабных моделей. Каждый номер представляет собой комплект цветных выкроек на плотной бумаге для постройки одной или нескольких моделей с инструкцией по сборке и исторической справкой об оригинале. Распространялся в СССР, в том числе по подписке.
Тематика моделей весьма разнообразна: авиационная, бронетанковая, автомобильная, железнодорожная, ракетно-космическая техника, корабли и суда всех эпох, исторические архитектурные сооружения и пр. Особо сложные модели печатались в сдвоенных и строенных номерах.